# Pavlovskij rajon (Oblast' di Nižnij Novgorod)
Il Pavlovskij rajon (in russo Павловский район?) è un rajon dell'Oblast' di Nižnij Novgorod, nella Russia europea; il capoluogo è Pavlovo, altre città degna di nota sono Gorbatov e Vorsma. Istituito nel 1929, occupa una superficie di 1.061 chilometri quadrati.